# Lanesboro (Minnesota)
Lanesboro é uma cidade localizada no estado americano de Minnesota, no Condado de Fillmore.

## Demografia
Segundo o censo americano de 2000, a sua população era de 788 habitantes.
Em 2006, foi estimada uma população de 749, um decréscimo de 39 (-4.9%).

## Geografia
De acordo com o United States Census Bureau tem uma área de
3,4 km², dos quais 3,4 km² cobertos por terra e 0,0 km² cobertos por água. Lanesboro localiza-se a aproximadamente 241 m acima do nível do mar.

## Localidades na vizinhança
O diagrama seguinte representa as localidades num raio de 20 km ao redor de Lanesboro.